# 西川のりお・上方よしお
西川のりお・上方よしお（にしかわのりお かみがたよしお）は、吉本興業の漫才コンビ。愛称は『のりお・よしお』『のりよし』。

## メンバー
- 西川 のりお（本名：北村 紀夫（きたむら のりお）、1951年（昭和26年）5月12日 - ）- ボケ担当、立ち位置は向かって右。奈良県吉野郡川上村出身。
- 上方 よしお（本名：松倉 善弘（まつくら よしひろ）、1952年（昭和27年）12月16日 - ）- ツッコミ担当、立ち位置は向かって左。大阪府守口市出身。

## 略歴
- 1975年1月にコンビ結成。映画『ブルース・ブラザース』よろしく黒いスーツ、ネクタイ、靴、レイバンのサングラス（ウェイファーラー）、ソフト帽の出で立ちで1980年初頭に起こった漫才ブームの人気漫才師となる。その後放送していた『オレたちひょうきん族』（フジテレビ）にレギュラー出演すると、のりおのキャラが人気になったこともあってコンビでのなんばグランド花月の出番が貰えなかった（当時過激な芸が林正之助から嫌われていたといわれる。）ことにより1990年に一度解散したが、のりおとよしおの人気が下火になったこともあり、のりお自身が出直しの意味をこめて1994年に再結成する。現在はなんばグランド花月などの舞台で漫才を披露している。

## 逸話
当時ツッコミでのりおがよしおの後頭部を叩いた勢いで、よしおがセンターマイクに額をぶつけるというツカミがあった。それはセンターマイクを何度も壊すほどの勢いだった。

## 出囃子
- 『サンライズ』/ スペクトラム(スタン・ハンセンのテーマ)

## 出演番組
- オレたちひょうきん族（1981年 - 1989年、フジテレビ）
- お笑いネットワーク（読売テレビ）
- のりお・よしおのジョーダンはよせ!（1985年、朝日放送）
- 笑ってる場合ですよ!（1980年 - 1981年、フジテレビ）
- ナマ放送で大爆笑!激突!!全日本漫才グランプリ（1981年1月1日、日本テレビ）
- THE MANZAI（1980年 - 1982年、フジテレビ）
- 花王名人劇場（関西テレビ）
- 初詣!爆笑ヒットパレード（フジテレビ）
- 今年の大晦日はコレッ!お笑いベスト108ッ 総出で紅白ぶっとばせ!!（1984年12月31日、テレビ朝日）
- 輝け!!特別生放送笑いは日本を救う!? 裏番組みんなで見なけりゃこわくない・日本全国爆笑5時間ぶっ続け!!（1980年12月31日、日本テレビ）
- Cheeky's Cast 1（2022年3月22日 - 9月26日、BSよしもと）- 火曜MC[1]
- Cheeky's Evening（2022年10月 - 2023年6月、BSよしもと）- 火曜MC[2]
- JAM JAM OSAKA（ラジオ大阪）

## テレビドラマ
- 特別編必殺仕事人 恐怖の大仕事 水戸・尾張・紀伊（1981年1月2日、朝日放送 / 松竹） - 獅子舞
- 銭形平次  第805話「八五郎に女房がいた!?」（1982年、CX / 東映）

## 出演CM
- ハウス食品 ククレカレー（1983年、ラジオCM）

## CD
- 1981年 MAIDO（歌：西川のりお 作詞：西川のりお／作曲・編曲：増田俊郎）
- 1981年 カモナ・ペーパー（歌：上方よしお 作詞：上方よしお／作曲：ベン・E・キング／編曲：増田俊郎）

## オリジナルビデオ
- COMBAてんねん（1985年8月16日発売）
監督：井筒和幸
出演：のりお・よしお、伊武雅刀、野沢直子、小川菜摘、上田正樹、中村京子、田中こずえ
ナレーション：九十九一

## 受賞歴
- 1982年　第11回上方お笑い大賞 銀賞
- 1984年　第19回上方漫才大賞 奨励賞
- 1984年　第1回花月大賞 花月PR賞